# Réginald Becque
Réginald Becque (* 13. September 1972 in Denain) ist ein ehemaliger französischer Fußballspieler.

## Spielerkarriere
Im Jugendalter spielte der 172 Zentimeter große Becque in Valenciennes und Le Havre, bevor er ins Nachwuchsleistungszentrum des Zweitligisten Chamois Niort aufgenommen wurde. Bei diesem schaffte er den Durchbruch allerdings nicht, weswegen er um 1994 zu einem Amateurverein aus Fontainebleau wechselte. Dort wurde er vom früheren Profi Francisco Rubio trainiert und dieser war es, der ihm zum Wechsel auf die Position eines Abwehrspielers riet, die er für den Rest seiner Karriere besetzte. Er wurde zum Stammspieler in der vierten Liga und ging 1997 zum ebenfalls viertklassig antretenden FC Valenciennes. 1998 wechselte er zum Ligarivalen Calais RUFC. Im Trikot von Calais war er einer der Leistungsträger und schaffte den Aufstieg zum Mannschaftskapitän, ein Einstieg in den landesweiten Fußball erschien jedoch aussichtslos. Dies änderte sich in der Saison 1999/2000, als er mit Calais zwar weiterhin in der vierten Liga antrat, im nationalen Pokal hingegen zwei Erst- und zwei Zweitligisten schlagen konnte und so den Einzug ins Pokalendspiel 2000 perfekt machte. 
Becque führte die erste Viertligamannschaft, die jemals das Endspiel erreicht hatte, als Kapitän auf den Platz und durfte somit um einen nationalen Titel spielen, ohne zuvor einen Profieinsatz in erster oder zweiter Liga bestritten zu haben. Sein Team ging mit 1:0 in Führung und hielt ein 1:1-Unentschieden, bis der Endspielgegner FC Nantes in der 90. Minute das 2:1 erzielte. Seine Anerkennung für die Leistung der Amateure drückte Nantes’ Kapitän Mickaël Landreau aus, indem er Becque zur Verleihung des Pokals mitnahm. Dabei hielten beide Spieler die Trophäe gemeinsam in die Höhe.
Wenngleich er durch seinen Auftritt beim Pokalfinale 2000 landesweit Bekanntheit erlangt hatte, blieb er anschließend bei Calais und schaffte mit dem Verein 2001 den Aufstieg in die dritte Liga. 2002 folgte der direkte Wiederabstieg, wonach er seinem Klub dennoch treu blieb. 2005 beendete er seine Laufbahn, in der er nie ein Spiel unter Profibedingungen absolviert und trotzdem am Pokalfinale teilgenommen hatte.

## Weiteres Wirken
Nachdem er 2005 das aktive Spielen aufgegeben hatte, übernahm Becque die Trainerverantwortung bei der zweiten Mannschaft von Calais, während er hauptberuflich für die Reederei SeaFrance arbeitete. 2009 hörte er bei Calais auf und übernahm eine unterklassige Mannschaft aus seinem Wohnort Audruicq. Das Traineramt gab er 2012 wieder ab. Wenig später begann er in Gravelines eine Tätigkeit als Jugendtrainer. Daneben organisierte er für Jugendliche aus seiner Heimatregion im Norden Frankreichs Turniere in den USA.